# Aleksiej Ionow
Aleksiej Siergiejewicz Ionow (ros. Алексей Сергеевич Ионов; ur. 18 lutego 1989 w Kingiseppie) – rosyjski piłkarz występujący na pozycji pomocnika w rosyjskim klubie FK Rostów.

## Kariera klubowa
Ionow zaczął grać w piłkę w wieku sześciu lat. Później trafił do szkółki piłkarskiej Zenitu, a następnie w 2007 roku do rezerw klubu z Petersburga. Trzykrotnie wystąpił w barwach klubu w Pucharze UEFA. W 2012 roku odszedł do Kubania Krasnodar.. 3 czerwca przeszedł do Anży Machaczkała, a końcem sierpnia tego roku został piłkarzem Dinama. W 2016 został wypożyczony do CSKA. Po zakończeniu wypożyczenia wrócił do drużyny Dinama, by 31 sierpnia 2017 roku podpisać 3-letni kontrakt z drużyną FK Rostów..

## Kariera reprezentacyjna
Ionow jest regularnie powoływany do reprezentacji Rosji do lat 21 i występował w jej barwach w eliminacjach do Mistrzostw Europy U-21. W dorosłej reprezentacji zadebiutował 29 marca 2011 roku w zremisowanym 1–1 towarzyskim spotkaniu z Katarem.